# كوفروف
كوفروف (بالروسية: Ковров) هي إحدى مدن روسيا في الكيان الفدرالي الروسي فلاديمير أوبلاست.

## توأمة
لكوفروف اتفاقيات توأمة مع كل من:
- برست [5]
- تشاتشاك [5]
- ليبيريتس [5]

## أعلام
- فاسيلي دغتيريوف